# Jack Taylor (árbitro)
John Keith "Jack" Taylor OBE (Wolverhampton, 21 de abril de 1930 - Shropshire, 27 de julho de 2012) foi um árbitro de futebol inglês, famoso por apitar a final da Copa do Mundo de 1974, durante a qual ele marcou dois pênaltis nos primeiros 30 minutos.  O primeiro desses pênaltis, concedido após apenas um minuto de jogo, entrou para a história da Copa do Mundo - foi o primeiro pênalti marcado em uma final de Copa do Mundo.

## Carreira de árbitro

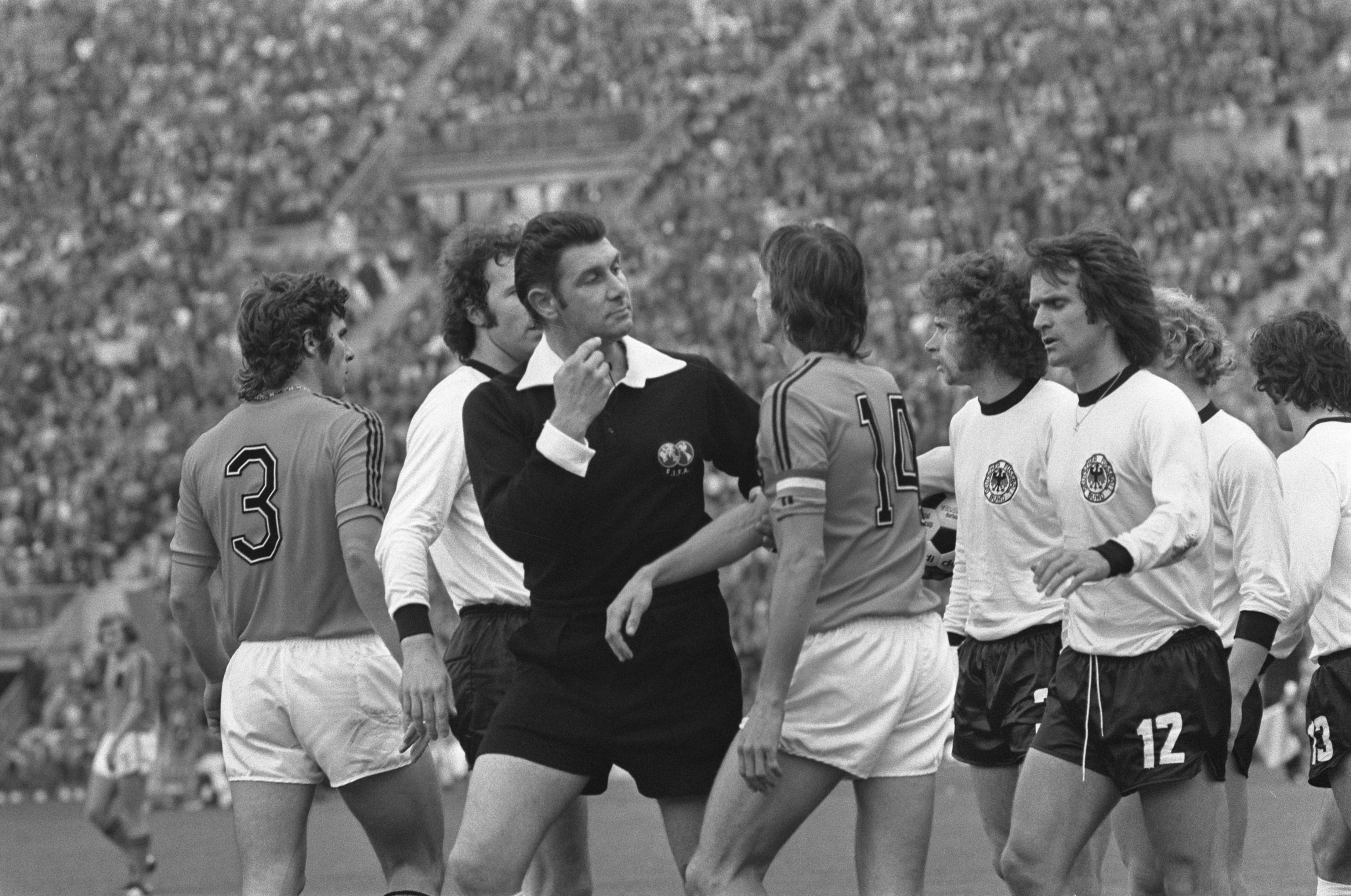
John Taylor durante uma partida de futebol.

Taylor atuou como árbitro por 33 anos, em mais de 1.000 jogos, sendo mais de 100 jogos internacionais, disputados em 60 países; Taylor apitou pela primeira vez em uma Copa do Mundo da FIFA em 1970, assumindo o comando de um jogo entre Itália e Suécia, na vitória italiana por 1 X 0. Ele foi novamente selecionado para o torneio de 1974 para o qual ele se tornou mais famoso.
Ele assumiu o comando de várias grandes competições de clubes: primeiro, em 1966, quando celebrou a final da FA Cup entre Everton e Sheffield Wednesday, seguido pela final da Taça dos Campeões de 1971 entre o AFC Ajax e o Panathinaikos, ambos em Wembley Stadium.
Taylor foi colocado no Hall da Fama da FIFA em 1 de fevereiro de 1999, em Barcelona.  Em 25 de setembro de 2013, ele se tornou o primeiro árbitro a ingressar no Hall da Fama do Futebol Inglês.

## Final da Copa do Mundo de 1974
Taylor foi premiado com a final entre os anfitriões da Alemanha Ocidental e Holanda.
O pontapé inicial teve que ser adiado quando Taylor viu que as bandeiras que deveriam ter sido colocadas em cada canto do campo não haviam sido colocadas. Elas foram removidas para acomodar a cerimônia de encerramento que ocorreu antes da final. Depois de apenas um minuto de jogo, ele entrou para a história da Copa do Mundo ao marcar um pênalti, o primeiro concedido em uma final da Copa do Mundo, e justamente contra os anfitriões. Os holandeses sofreram um pênalti depois que Uli Hoeneß se jogou em uma disputa de bola logo na ponta direita da grande área da Alemanha, derrubando Johan Cruyff; o pênalti foi convertido por Johan Neeskens.
Aos 26 minutos, ele marcou um segundo pênalti, desta vez para a Alemanha Ocidental, penalizando o meia holandês Wim Jansen por tropeçar no meia alemão Bernd Hölzenbein.
Taylor disse sobre os incidentes: "A primeira penalidade não foi difícil de anotar. Tudo que lembro é pensar que foi uma decisão 100% correta. Beckenbauer, o capitão alemão, veio até mim e disse: "Taylor, você é um inglês".  O chute entrou e houve completa euforia ".
"O que realmente me incomoda é a sugestão de que eu dei [a segunda penalidade] para acertar as coisas. Foi uma viagem ou uma tentativa de viagem e as leis do jogo são uma penalidade ".  
As duas seleções saíram irritadas com a arbitragem, a Alemanha reclamando de um gol anulado de Gerd Müller e de um pênalti sofrido por Hölzenbein durante o segundo tempo. Os holandeses diziam que Hölzenbein se atirou deliberadamente no chão durante o lance que deu o empate aos alemães.

## Vida pessoal
Taylor cresceu acima do açougue ao lado da casa Molineux do Wolverhampton Wanderers .
Depois de fechar seu açougue, ele passou duas temporadas de arbitragem no Brasil antes de retornar à Inglaterra para se tornar diretor comercial do Wolverhampton Wanderers em 1979. Ele foi demitido em agosto de 1982, quando um novo consórcio assumiu o comando do clube. Taylor mais tarde tornou-se treinador de árbitros na África do Sul e na Arábia Saudita.
Ele morreu em sua casa em Shropshire, em 27 de julho de 2012, aos 82 anos.

## A moeda arremessada
Nick Owen em sua coluna no programa Luton Town refere-se a uma das anedotas favoritas de Taylor. Taylor foi atingido por um centavo jogado da multidão após deixar o campo numa partida em Kenilworth Road. Ele cortou seu rosto e ele teve que levar seis pontos.  O diretor do Luton Town, Eric Morecambe, foi vê-lo e perguntou se ele estava bem, e assim ter a certeza de que ele não iria denunciar Luton. Quando Taylor confirmou que não estava, Morecambe respondeu: " Bom, agora posso ter minha moeda de volta? ".